# Crossing over
Crossing over ili rekombinacija homolognih kromosoma je izmjena dijelova nesestrinskih kromatida i njima pripadajućih gena.
Crossing over se događa u prvoj fazi mejoze, u podfazi profazi I, pahitenu. Tada se spareni kromosomi postave usporedno jedan do drugoga i približe.
Kad se spareni (konjugirani) kromosomi obmotaju jedni oko drugoga, nastaju snopovi koji ukupno imaju četiri kromatide koje zovemo kromosomske tetrade. Mjesta gdje su se ispreplele kromatide konjugiranih kromosoma nazivamo hijazmama. Na njima se može dogoditi crossing over, izmjena djelova kromatida, tako što na hijazmama dolazi do pucanja i izmjene materijala.
U metafazi I spareni (konjugirani) homologni kromosomi nalaze se u središnjoj ravnini. Homologni se kromosomi odvajaju u anafazi I.
Izmjenom djelova kromatida uvijek se kombiniraju svojstva obaju roditelja, zbog čega nastaju genski različiti potomci. Rekombinacija homolognih kromosoma vrlo je bitna u evoluciji, zbog toga što se zahvaljujući njoj povećava genska raznolikost vrsta, a također se tijekom razvoja i diferencijacije mijenjaju ekspresije i funkcije nekih gena.
Pojam crossing overa ne smijemo miješati s pojmom konverzijom gena.